# Marshside (Merseyside)
Marshside – wieś w Anglii, w hrabstwie ceremonialnym Merseyside, w dystrykcie metropolitalnym Sefton. Leży 30 km na północ od centrum Liverpool i 308 km na północny zachód od Londynu.